# Ornithorhynchus anatinus
L'ornitorinco (Ornithorhynchus anatinus Shaw, 1799), detto anche platipo, è un piccolo mammifero semi-acquatico endemico della parte orientale dell'Australia. È una delle cinque specie ancora esistenti che compongono l'ordine dei monotremi, gli unici mammiferi che depongono uova invece di dare alla luce dei piccoli (le altre quattro sono note complessivamente come echidna). È l'unico rappresentante della sua famiglia (Ornithorhynchidae) e del suo genere (Ornithorhynchus), sebbene siano stati trovati alcuni parenti fossili, alcuni dei quali anche nel genere Ornithorhynchus. Il nome scientifico del genere (come quello comune italiano) è composto da due parole greche: ὄρνις òrnis, che significa "uccello", e ῥύγχος rhýnchos, che significa "muso". Il secondo termine del nome scientifico della specie è invece derivato dal termine latino per anatra: anas.

## Fisiologia e anatomia

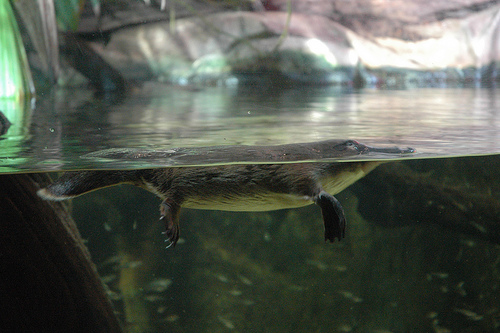
Un esemplare in cattività, all'acquario di Sydney

La fisiologia dell'ornitorinco è unica: il ritmo del metabolismo è considerevolmente basso in confronto agli altri mammiferi, con una temperatura corporea media di 32 °C al posto dei 38 °C tipici dei mammiferi placentati, o Euteri (vedi Mammiferi). È incerto fino a che punto questa sia una caratteristica dei monotremi, piuttosto che un adattamento da parte del piccolo numero di specie sopravvissute a dure condizioni ambientali. Il corpo e la larga coda piatta dell'ornitorinco sono coperti di pelliccia marrone. Ha piedi palmati e un largo muso, duro come la gomma, che ricordano più un'anatra che qualsiasi altro mammifero conosciuto. Queste caratteristiche hanno fatto sì che fosse conosciuto come Duck-billed Platypus (ornitorinco a becco d'anatra). I primi coloni britannici lo chiamavano Water Mole (talpa d'acqua).
La taglia varia molto: da meno di un chilo a più di due chili; la lunghezza da 30 a 40 cm, e quella della coda da 10 a 15 cm. I maschi sono circa un terzo più grandi delle femmine. C'è una notevole variazione nelle dimensioni medie da una regione all'altra, sebbene stranamente questa variazione non sembri seguire nessuna regola climatica.
I cuccioli hanno molari a tre cuspidi (molari tribosfenici), che sono una delle caratteristiche distintive dei mammiferi, mentre gli adulti sono privi di denti. La mandibola/mascella è costruita diversamente da quella degli altri mammiferi, e il muscolo che le apre è diverso. Come in tutti i veri mammiferi, gli ossicini che portano il suono nell'orecchio interno sono completamente incorporati nel cranio, invece di trovarsi nella mascella come nei Cynodontia e in altri sinapsidi pre mammiferi. Comunque l'apertura esterna dell'orecchio si trova ancora alla base della mandibola. L'ornitorinco ha delle ossa aggiuntive nella cintura scapolare, tra cui un'interclavicola che non è presente negli altri mammiferi. Ha anche un'andatura da rettile, con zampe poste ai lati del corpo piuttosto che sotto di esso.
Inoltre, l'ornitorinco, essendo un monotrema, ha la cloaca, ovvero un unico buco dal quale deporre le uova, urinare e defecare. Condivide questa particolarità con pesci, uccelli e gli altri monotremi. 

### Il veleno
Il maschio dell'ornitorinco possiede, in ognuna delle zampe posteriori, uno sperone cavo, che usa per iniettare un veleno prodotto dalle ghiandole crurali, e che usa per difesa dai predatori o nei combattimenti per il territorio. L'assenza dello sperone cavo nella femmina di ornitorinco, tuttavia, non consente di affermare con assoluta certezza che l'uso dello sperone cavo sia esclusivamente finalizzato alla difesa.
Siccome il veleno sembra avere una funzione diversa dai veleni prodotti da specie di non mammiferi, è possibile che contenga peptidi (molecole di peso molecolare inferiore ai 5 000 dalton, costituiti da una catena di pochi amminoacidi uniti tra di loro attraverso un legame peptidico o carboamidico) o molecole i cui effetti principali non sono mortali, ma che tuttavia possono menomare gravemente la vittima. Per il veleno non esiste ancora un antidoto.
Nell'uomo il sintomo più importante è un dolore immediato e intenso. Presto attorno alla ferita si sviluppa un edema e gradatamente si diffonde nell'arto colpito. Informazioni raccolte da anamnesi e aneddoti mostrano che il dolore si sviluppa in una perdurante iperalgesia che dura giorni o anche mesi. Il veleno non è letale per gli uomini ma può esserlo per i cani e i piccoli animali domestici.

## Ecologia e comportamento

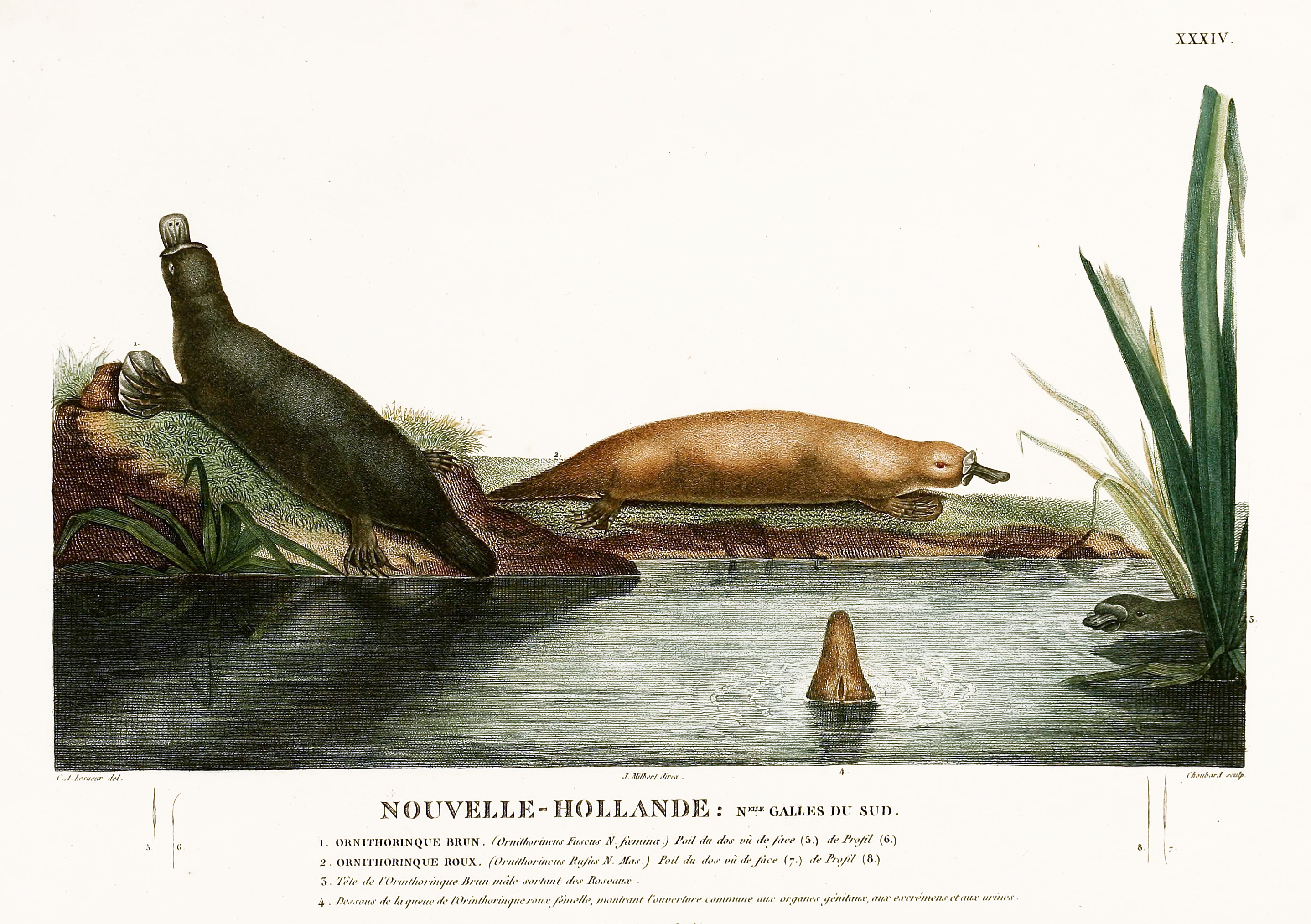
L'ornitorinco in una rappresentazione d'epoca

L'ornitorinco è notturno e semi-acquatico, abita in piccoli corsi d'acqua e fiumi in un vasto habitat dalle fredde regioni montuose della Tasmania e delle Alpi australiane alle foreste pluviali tropicali delle coste del Queensland a nord fino alla base della penisola di Capo York. Nell'entroterra la sua distribuzione non è ben conosciuta: è estinto nel sud dell'Australia (tranne che per una popolazione reintrodotta sull'isola dei Canguri) e non si trova più nella parte principale del bacino del Murray-Darling, probabilmente a causa della qualità dell'acqua in declino causato da un esteso disboscamento e da piani di irrigazione. Lungo i sistemi fluviali costali la sua distribuzione è imprevedibile: sembra che sia assente da fiumi relativamente salubri, e tuttavia mantiene una sua presenza in altri che sono piuttosto degradati (per esempio il basso corso del Maribyrnong).
L'ornitorinco è un ottimo nuotatore e passa molto tempo in acqua. Tiene gli occhi completamente chiusi quando nuota, affidandosi interamente agli altri sensi. Tutti e quattro gli arti sono palmati. Quando nuota si spinge pagaiando con le zampe anteriori. La coda e le zampe posteriori lo aiutano a cambiare direzione ma non nella propulsione.
L'ornitorinco è un carnivoro. Si ciba di vermi e larve di insetti, gamberi d'acqua dolce che trova scavando nel letto del fiume con il muso o che cattura nuotando, e all'occasione anche piccoli mammiferi. Il suo becco molto sensibile gli consente di cacciare il cibo senza dover usare la vista. È uno dei pochi mammiferi di cui si sa che possiedano un senso di elettrolocazione: localizza la sua preda in parte rilevando la sua elettricità corporea. La sua elettrolocazione è la più sensibile tra i mammiferi.
Quando non è in acqua l'ornitorinco si ritira in una corta tana, dritta e di sezione trasversale ovale, quasi sempre nell'argine non molto sopra il livello dell'acqua, e spesso nascosta sotto un groviglio di radici. Per la riproduzione la femmina scava tane molto più grandi e elaborate lunghe fino a 20 metri e bloccate a intervalli con dei tappi. Essa fa il nido alla fine del tunnel con canne come lettiera.
La stagione riproduttiva inizia o a fine inverno o a inizio primavera, durante la quale i maschi lottano per le femmine usando i loro speroni velenosi. 
Essendo un monotremo l'ornitorinco non dà alla luce piccoli vivi ma invece depone le uova in un nido. Le uova sono tenute nel corpo per qualche tempo prima di essere deposte e accudite dal genitore. Quando le uova si schiudono dopo un periodo di incubazione di circa 10 giorni i cuccioli, privi di pelo, si aggrappano alla madre. Come accade in altri mammiferi, la madre produce il latte per i piccoli. L'ornitorinco non ha capezzoli ma secerne il latte da pori sulla pelle. I piccoli poppano il latte dal ventre della madre mentre questa giace sul dorso.

## L'elettrolocazione nell'ornitorinco
Nell'ornitorinco gli elettrorecettori si trovano in file rostro-caudali nella pelle del becco, mentre i meccanorecettori sono uniformemente distribuiti lungo il becco. L'area elettrosensoriale della corteccia cerebrale è contenuta all'interno dell'area somatosensoriale tattile ed alcune cellule corticali ricevono dei segnali sia dagli elettrorecettori sia dai meccanorecettori, suggerendo una stretta associazione tra il senso tattile e quello elettrico. L'ornitorinco può individuare la direzione di una sorgente elettrica; lo fa forse comparando le differenze nella forza del segnale attraverso lo strato di elettrorecettori mentre cacciando muove in modo caratteristico la testa da un lato all'altro. La convergenza corticale di segnali elettrosensoriali e tattili suggerisce l'esistenza di un meccanismo per determinare la distanza delle prede che, muovendosi, emettono sia segnali elettrici sia impulsi di pressione meccanici. La distanza potrebbe essere calcolata dalla differenza nel tempo di arrivo dei due segnali. La maggior parte della sua alimentazione deriva dallo scavare il fondo dei corsi d'acqua con il muso. Forse gli elettrorecettori potrebbero essere usati anche per distinguere oggetti animati e oggetti inanimati in questa situazione in cui i meccanorecettori sarebbero continuamente stimolati. Molte di queste sono solo congetture e c'è ancora molto da apprendere sull'elettrolocazione nell'ornitorinco e nel suo compagno monotremo, l'echidna.

## Biologia da campo dell'ornitorinco

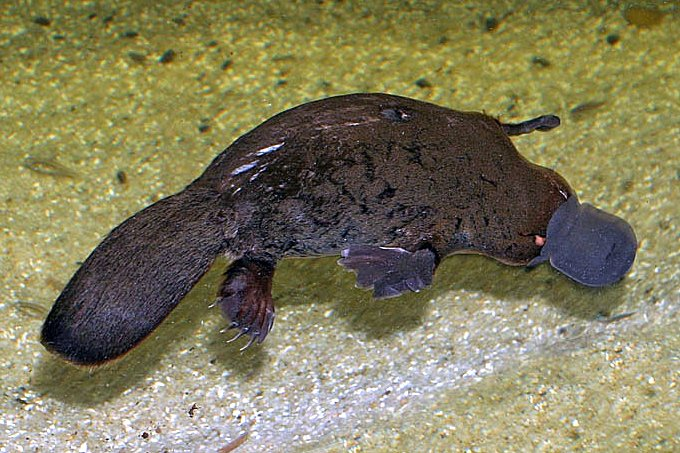
Un ornitorinco nell'acquario di Sydney

La biologia da campo dell'ornitorinco fu studiata dapprima da alcuni biologi espatriati che visitarono le colonie australiane per raccogliere campioni nell'Ottocento. Il loro operato fu seguito nella prima metà del Novecento da un gruppo di studiosi di storia naturale locali e più avanti da un crescente numero di biologi accademici. Tutti costoro contribuirono molto alla comprensione attuale della biologia da campo di questa unica specie australiana.
L'ornitorinco ha una distribuzione generale quasi simile a quella che aveva prima dell'occupazione europea dell'Australia, tranne che per la sua scomparsa dallo stato dell'Australia Meridionale. Comunque sono documentati cambiamenti locali e frammentazione della distribuzione dovuti alla modifica umana del suo habitat. Attualmente la specie popola l'Australia orientale dai dintorni di Cooktown nel nord alla Tasmania a sud. Sebbene non si trovi nei fiumi che scorrono verso ovest del Queensland settentrionale, abita i tratti superiori dei fiumi che scorrono verso ovest e verso nord delle catene montuose divisorie nel sud dello stato e negli stati del Nuovo Galles del Sud e di Victoria. La sua abbondanza storica e presente è comunque meno ben conosciuta e probabilmente è diminuito di numero sebbene venga tuttora considerato comune in gran parte delle sue zone attuali. La specie è stata cacciata ampiamente per la sua pelliccia fino circa all'inizio del XX secolo.
L'ornitorinco si nutre soprattutto di notte ed è predominantemente un carnivoro opportunista di invertebrati bentici. La specie è endotermica e mantiene la sua bassa temperatura corporea (32 °C) anche quando si ciba per ore in acque sotto i 5 °C. I requisiti principali del suo habitat comprendono caratteristiche fluviali e riparie che garantiscano un rifornimento di prede di specie bentiche e solide sponde in cui scavare tane per riposare e nidificare. La specie ha una sola stagione riproduttiva: l'accoppiamento avviene nel tardo inverno o in primavera e i piccoli appaiono in acqua dopo 3-4 mesi di allattamento nelle tane.
Le osservazioni naturalistiche, gli studi con marcazione e ricattura e le indagini iniziali sulla genetica della popolazione suggeriscono la possibilità che ci siano membri della popolazione stanziali e altri di passaggio e suggeriscono un sistema di accoppiamento poliginico. Gli studi sul campo hanno ampiamente confermato e ampliato il lavoro dei primi biologi e naturalisti.
È stato scoperto che la pelliccia dell'ornitorinco, se esposta a una luce UV, presenta una bioluminescenza che è stata identificata solo in altri due mammiferi, l'opossum e lo scoiattolo volante.
Il motivo di questa luminescenza è ancora da accertare.

## Storia scientifica

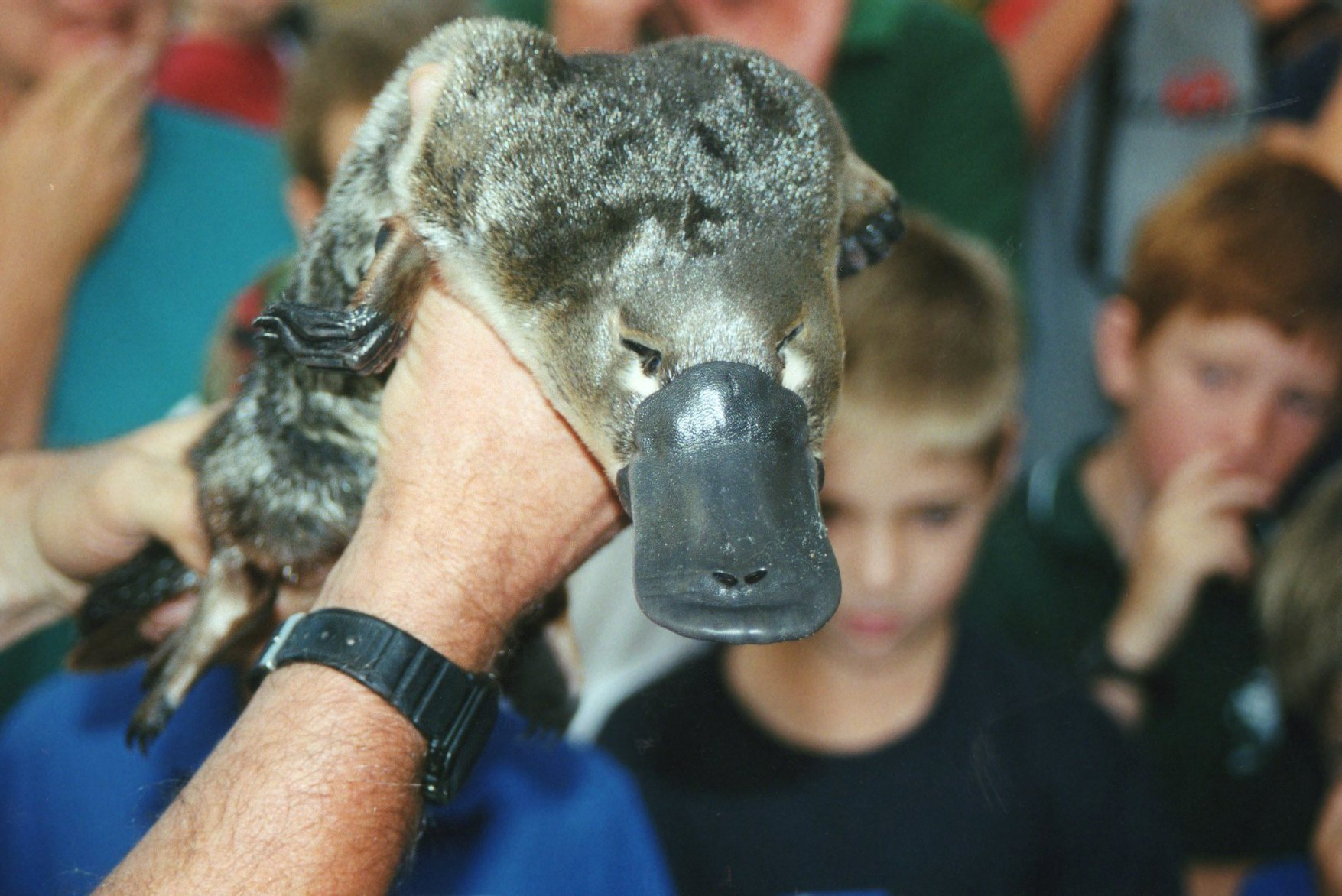
Ornitorinco a Geelong, Victoria

Quando l'ornitorinco fu scoperto dagli europei alla fine del Settecento, una pelle fu mandata in Gran Bretagna per essere esaminata dalla comunità scientifica. Gli scienziati inglesi in un primo momento si convinsero che quell'insieme a prima vista bizzarro di caratteristiche fisiche dovesse essere un falso, prodotto da qualche imbalsamatore asiatico.
La maggior parte del mondo venne a conoscenza dell'ornitorinco nel 1939 quando la rivista National Geographic pubblicò un articolo sull'ornitorinco e sui tentativi di studiarlo e allevarlo in cattività. Questa si è rivelata un'impresa molto difficile e solo pochi cuccioli sono stati allevati con successo finora; degni di nota i risultati ottenuti all'Healesville Sanctuary dello stato di Victoria (Australia).
Vedere un ornitorinco in natura è più un fatto di fortuna e pazienza che di difficoltà. Non amano le zone popolate, passano quasi tutto il loro tempo sottoterra o sott'acqua, e sono soprattutto notturni. Comunque non sono particolarmente rari e, nelle zone adatte, alla maggior parte degli appassionati di pesca o di birdwatching può capitare di vedere un ornitorinco nutrirsi tranquillamente lungo l'argine di un fiume.
Non sembra che l'ornitorinco rischi l'estinzione immediata. Di volta in volta è classificato come al sicuro ma a rischio in futuro o comune ma vulnerabile, soprattutto perché è una specie sensibile all'inquinamento dell'acqua.

## L'ornitorinco nell'evoluzione dei mammiferi

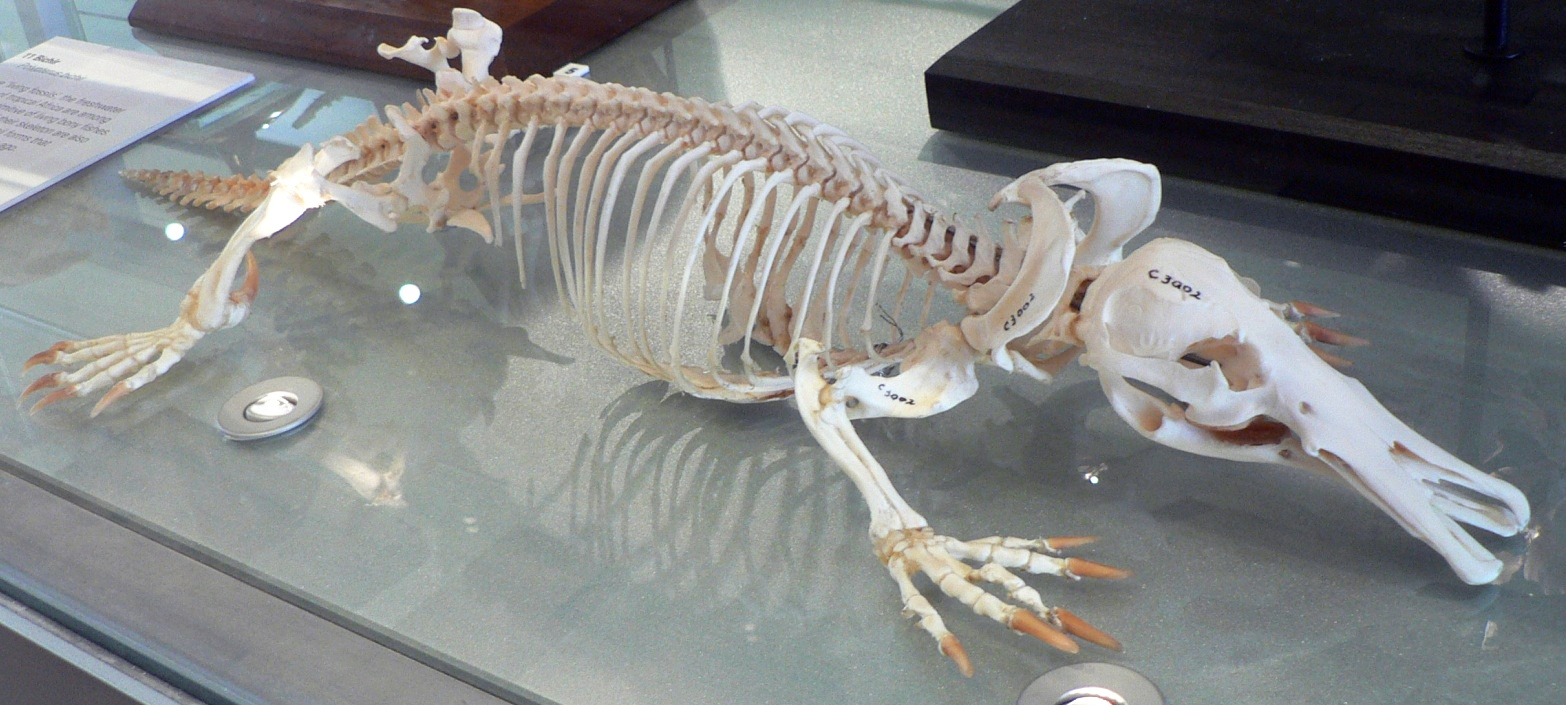
Scheletro di ornitorinco

Per molti anni l'ornitorinco e gli altri monotremi furono capiti molto poco e ancora oggi perdurano alcune delle leggende del XIX secolo cresciute attorno ad essi, soprattutto nell'emisfero boreale. Per esempio c'è ancora chi pensa che i monotremi siano 'inferiori' o quasi rettili, e che siano i lontani antenati dei mammiferi placentati 'superiori'. Oggi si sa che i moderni monotremi sono i sopravvissuti di un primo ramo dell'albero dei mammiferi; una ramificazione successiva si pensa abbia condotto ai gruppi dei marsupiali e dei placentali. I più antichi fossili di monotremi (Teinolophos e Steropodon) sono strettamente imparentati con il moderno ornitorinco. In conclusione l'ornitorinco è uno dei parenti più stretti dei mammiferi ancestrali, ma non è lui stesso un collegamento nella catena dell'evoluzione dei mammiferi. Si tratta di un ramo abbastanza separato da tutti gli altri conosciuti.

## Cromosomi sessuali

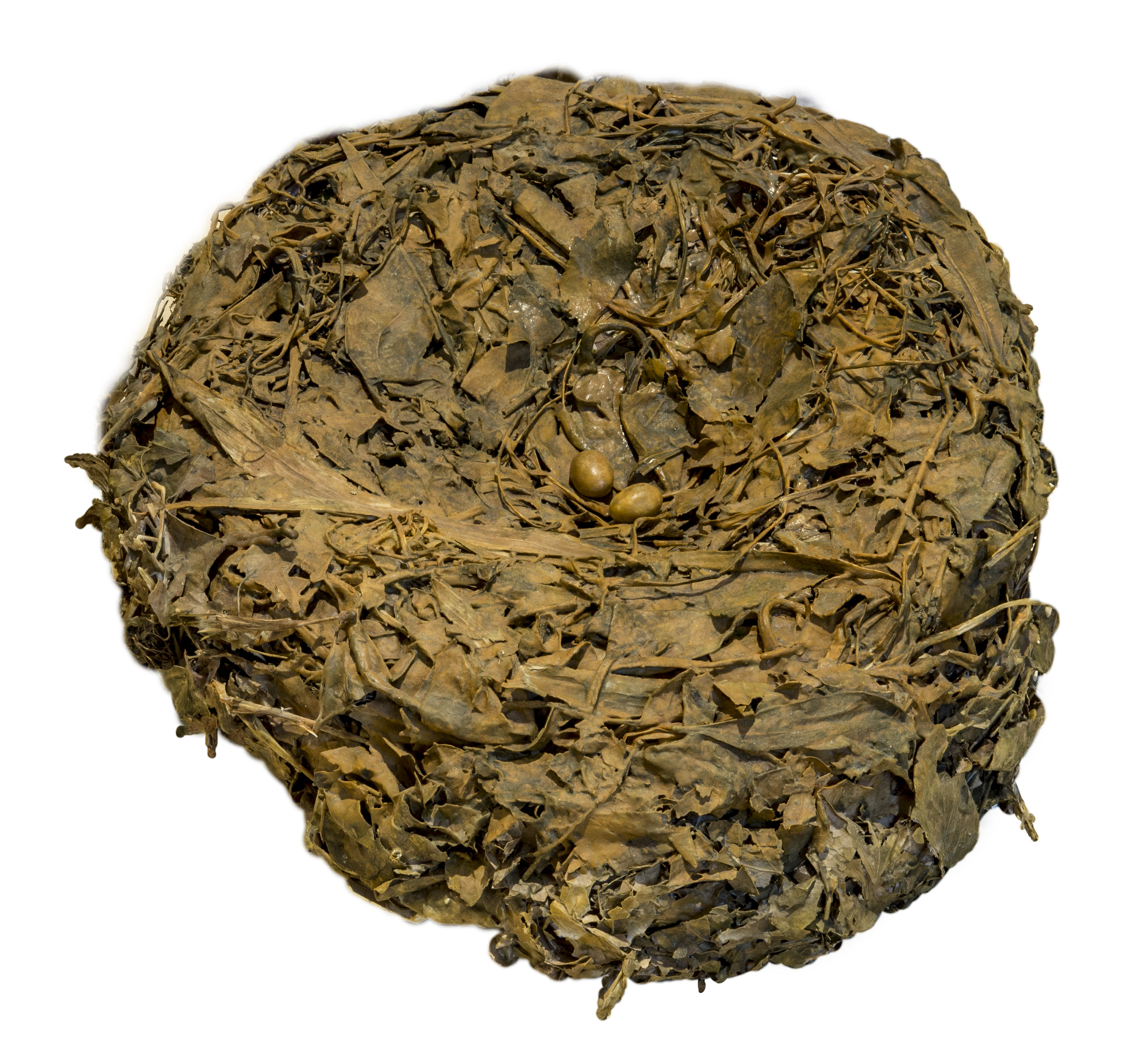
Nido con uova (replica al MUSE di Trento)

Nel 2004 i ricercatori Frank Grützner e Jenny Graves dell'Università nazionale australiana di Canberra hanno scoperto che l'ornitorinco ha 10 cromosomi sessuali, rispetto ai 2 (XY) che si trovano nella maggior parte degli altri mammiferi (fra le poche eccezioni la scimmia urlatrice del Belize). I maschi hanno 5 coppie del cromosoma X e 5 di quello Y in sequenza XYXYXYXYXY (nelle femmine la sequenza è analogamente XXXXXXXXXX).
Il sistema di cromosomi presenta caratteristiche che si trovano nei mammiferi, ma anche quelle che si trovano nel sistema WZ degli uccelli. Per esempio il gene DMRT1, che è da tempo all'attenzione dei genetisti perché si pensa decida il sesso degli uccelli, si trova quasi uguale nell'ornitorinco, e il dominio DM della corrispondente proteina DMRT1 è incredibilmente conservato nei vertebrati. Questo dominio regola la differenziazione sessuale anche in mosche e nematodi, facendo ipotizzare una sua ancestrale funzione nella differenziazione sessuale ben prima della separazione tra protostomi e deuterostomi; funzione che molto spesso si è perduta, ma che a volte è tornata, con dinamiche più o meno simili ma anche molto diverse, in più rami filetici, come negli uccelli (e probabilmente già nell'antenato comune degli ornitodiri) e nei mammiferi (e probabilmente già nell'antenato comune dei terapsidi).

## Folklore
Secondo una leggenda degli aborigeni australiani, l'ornitorinco (da loro chiamato boonaburra) sarebbe il singolare incrocio, avvenuto molto tempo fa, tra un'anatra solitaria e un topo d'acqua che la rapì. L'anatra, dopo la violenza subita, partorì "due cuccioli palmati ma a quattro zampe, con il becco e la pelliccia".

## Simbologia
Dal 1971, l'ornitorinco è il mammifero emblema dello Stato australiano del Nuovo Galles del Sud.

## Riferimenti nella cultura di massa
- A causa delle sue caratteristiche simili agli uccelli (becco, deposizione delle uova, zampe palmate), l'ornitorinco viene spesso citato in filosofia, logica e altri contesti simili come metafora di un soggetto che complica le classificazioni; un esempio in questo senso è il concetto di platypus filosofico sviluppato da Robert Pirsig. L'ornitorinco, come animale antropomorfizzato, è uno degli interlocutori del dialogo filosofico Kant e l'ornitorinco (1997) di Umberto Eco.
- Platypus (I Hate You) è l'ottava traccia di Nimrod, quinto album in studio dei Green Day.
- Nel cartone animato Phineas e Ferb, vi è un ornitorinco di nome Perry che, nel corso delle puntate, quando non viene visto da altre persone, lavora come agente segreto.
- Nell'introduzione al film Dogma, l'ornitorinco viene citato come prova del senso dell'umorismo di Dio.
- Nel gioco di ruolo/avventura To the Moon, un ornitorinco di pezza è quasi sempre a fianco di River nei ricordi di Johnny.
- Nella serie animata Tazmania del 1991 sono presenti due ornitorinchi, i fratelli Platypus.
- Nella serie animata I pinguini di Madagascar, nell'episodio Il pinguino che mi amava, appare un ornitorinco di nome Parker che collabora con il dr. Blowhole.
- Nel romanzo La piramide rossa il dio egizio Ptah dice di aver pensato, alle origini del mondo, alla parola Ornitorinco, e che all’improvviso è apparso questo animale.
- I Pokémon della prima generazione Psyduck,Golduck e Ludicolo sono parzialmente ispirati all'ornitorinco.
- Alcuni hanno sostenuto che lo Snaso, una creatura dell'universo di Harry Potter che ruba oggetti splendenti, sia basato sull'ornitorinco.
- Nel gioco Caos a Deponia per proseguire con la storia è necessario rimuovere l'ornitorinco dal menù del fast food facendo schiudere le uova di quattro ornitorinchi elementali, grazie all'aiuto dell'enciclopedia dell'ornitorinco fornita dal club dell'ornitorinco.
- Fa una breve apparizione nel film d'animazione Disney Bianca e Bernie nella terra dei canguri.